# Chiuta
Chiuta je africké kmenové božstvo.
Objevuje se u kmene Tumbuků žijícího v jižní Africe.
Jeho jméno znamená 'Velký luk', a to podle toho, že jeho stvoření se projevuje znamením duhy. Další jeho jména jsou Mulengi, Mwenco a Wamtatakuya. Lze se k němu modlit, je obvykle zodpovědný za počasí.
Náboženství má také mytologická zvířata: želvu (je považována za nejmoudřejší zvíře), hyenu (považovanou za škůdce) a zajíce (považovaný za chytrého podvodníka). V mýtu o smrti se objevují chameleon a ještěrka.